# Association Sportive des Employés de Commerce Mimosas
L'Association Sportive des Employés de Commerce Mimosas (també conegut com a ASEC Mimosas o ASEC Abidjan) és un club de futbol ivorià de la ciutat d'Abidjan.

## Història
El club va ser fundat el 1948 per vuit homes de negocis d'Abidjan. L'ASEC té el rècord de partits de lliga sense perdre, amb un total de 108 partits entre 1989 i 1994, superant un rècord de l'Steaua Bucureşti als anys 80.
Té una acadèmia de futbol molt reeixida, iniciada l'any 1993. L'acadèmia té acords de col·laboració amb clubs europeus com el K.S.K. Beveren o el Charlton Athletic.

## Jugadors destacats
- Kolo Touré[3]
- Yaya Touré
- Ibrahim Touré
- Emmanuel Eboué[4]
- Didier Zokora
- Salomon Kalou
- Bonaventure Kalou
- Bakari Koné
- Abdul Nafiu Idrissu
- Aruna Dindane
- Mamadou Zare
- Youssouf Fofana
- Laurent Pokou
- Donald-Olivier Sié
- Abdoulaye Traoré
- Romaric N'Dri Koffi

## Palmarès

### Nacional
- Lliga ivoriana de futbol: [5]
  - 1963, 1970, 1972, 1973, 1974, 1975, 1980, 1990, 1991, 1992, 1993, 1994, 1995, 1997, 1998, 2000, 2001, 2002, 2003, 2004, 2005, 2006, 2009, 2010, 2017, 2018
- Copa ivoriana de futbol: [6]
  - 1962, 1967, 1968, 1969, 1970, 1972, 1973, 1983, 1990, 1995, 1997, 1999, 2003, 2005, 2007, 2008, 2011, 2013, 2014, 2018
- Copa Houphouët-Boigny: [7]
  - 1975, 1980, 1983, 1990, 1994, 1995, 1997, 1998, 1999, 2004, 2006, 2007, 2008, 2009, 2011, 2017

### Internacional
- Campionat d'Àfrica Occidental de futbol (Copa UFOA):
  - 1990
- Lliga de Campions de la CAF
  - 1998
- Supercopa africana de futbol
  - 1999